# Улуг-Кичиг
Улуг-Кичиг (хак. Улуғ кичиг — «Большая переправа») — аал в Аскизском районе Хакасии, расположен в 45 км от райцентра — села Аскиз.
Расстояние до ближайшей ж.-д. станции Югачи З км.
Число хозяйств 16, население 30 чел. (01.01.2004), хакасы.

## Население
| 2002 | 2010 |
| ---- | ---- |
| 37   | ↘18  |